# Jüdischer Friedhof Słubice
Koordinaten: 52° 20′ 22,6″ N, 14° 35′ 11″ O

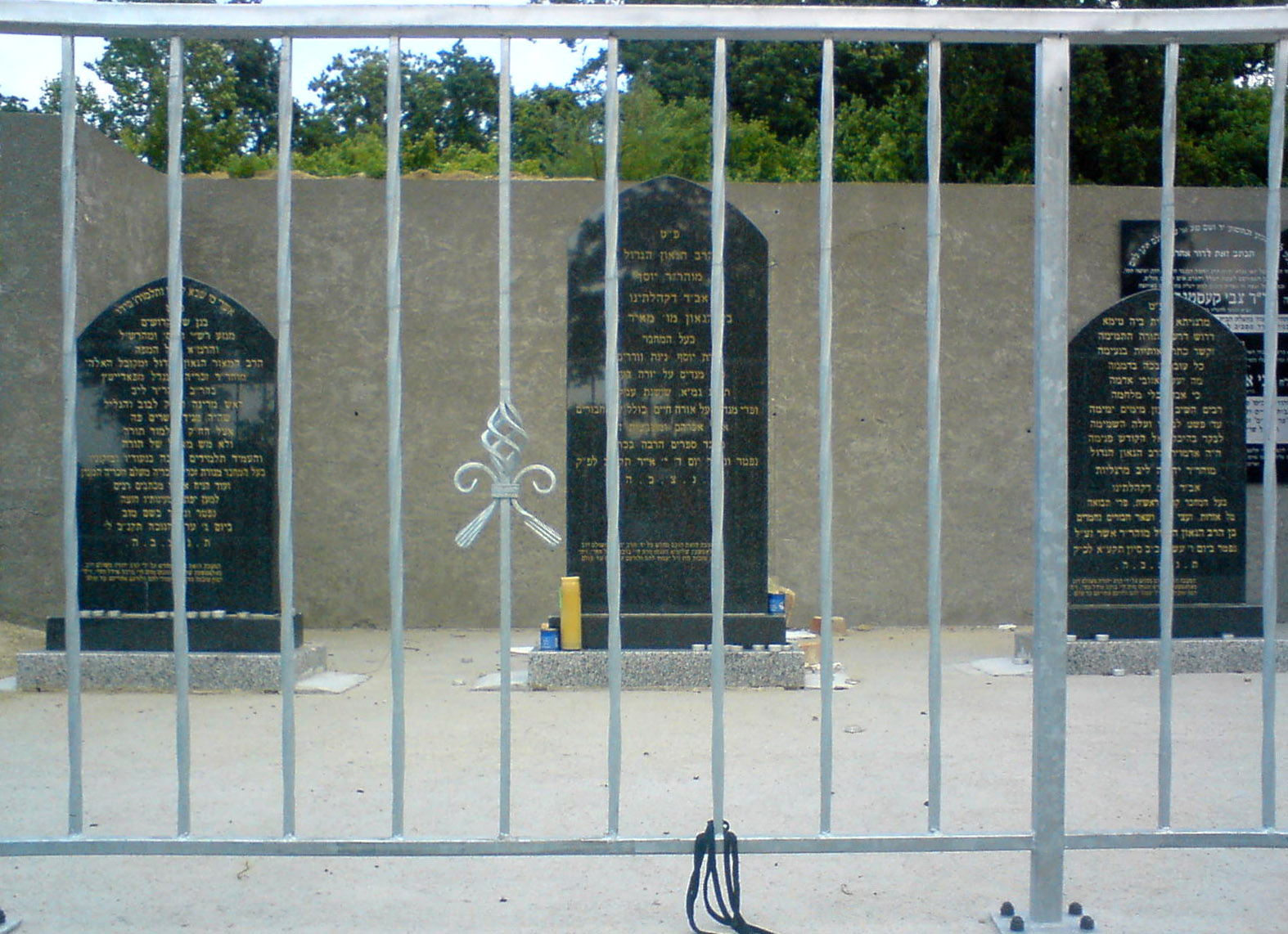
2004 neu errichtete Gräber der Rabbiner Zacharja Mendel von Podheiz, Josef Teomim und Jehuda Lejb Margaliot

Lageplan von 2018

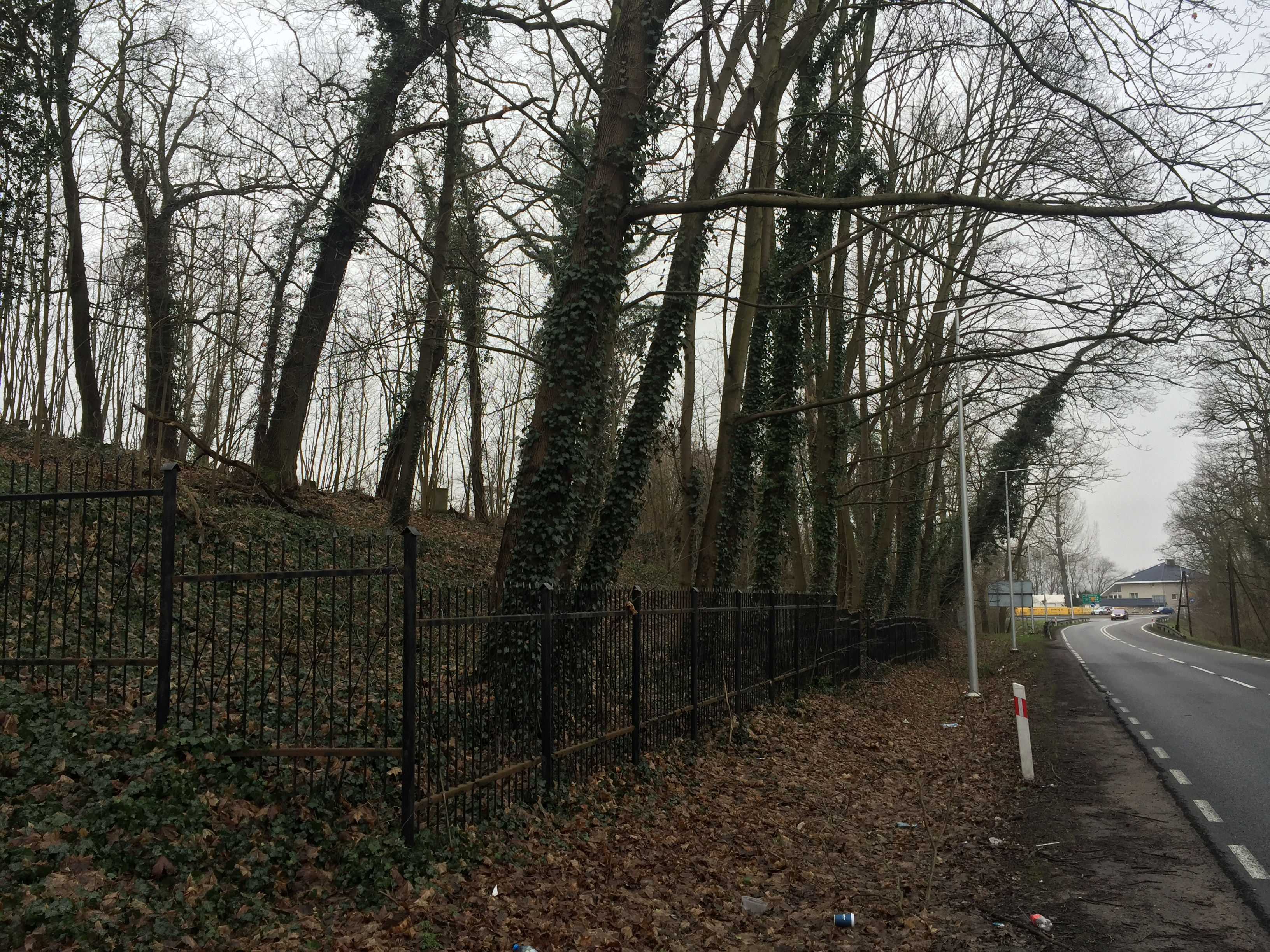
Blick von der Szosa Rzepińska nach Norden; links der eingezäunte Friedhof, rechts die Szosa Rzepińska

Der Jüdische Friedhof in Słubice ist einer der ältesten jüdischen Friedhöfe Europas. Er wurde außerhalb der deutschen Stadt Frankfurt (Oder) angelegt und liegt heute auf dem Territorium der polnischen Stadt Słubice.

## Lage
Jüdische Friedhöfe werden entsprechend den Regeln des Talmuds außerhalb der Stadt angelegt. In Frankfurt (Oder) wurde dafür ein Grundstück östlich der Oder gewählt. Der Hauptteil der Stadt lag auf einer Talsandinsel am Westufer der Oder. Die Gebiete östlich der Oder waren nur über die Flussbrücke erreichbar und lagen außerhalb der Stadtbefestigung. Der Friedhof ist vier Kilometer von der Brücke entfernt.
Der Jüdische Friedhof liegt heute im Südosten Słubices, hinter der Abzweigung der nach Rzepin (vor 1945 deutsch: Reppen) führenden Szosa Rzepińska (Woiwodschaftsstraße Nr. 137; vor 1945 deutsch: Reppener Chaussee) von der nach Krosno Odrzańskie (vor 1945 deutsch: Crossen an der Oder) führenden Transportowa (Landesstraße Nr. 29; vor 1945 deutsch: Crossener Chaussee). Er wird im Norden und Nordosten von der Szosa Rzepińska und im Südwesten und Süden von der Transportowa begrenzt. Im Südosten grenzt der Friedhof an ein Gewerbegebiet.
Für die Erhebung, auf der der Jüdische Friedhof angelegt wurde, bürgerte sich die Bezeichnung Judenberg ein. Diese Bezeichnung ging auf die umliegende Erhebungen über, die bis 1945 als Judenberge bezeichnet wurden. In den Judenbergen wurde auch der städtische Friedhof Frankfurt (Oder)-Dammvorstadt (heute Kommunalfriedhof Słubice) angelegt. Auf der mit 60 Metern höchsten Erhebung der Judenberge wurde 1891 der Kleistturm erbaut, von dem aus man das Schlachtfeld der Schlacht bei Kunersdorf übersehen konnte. Namensgeber des Turms war der während der Schlacht tödlich verwundete Ewald Christian von Kleist. Die Schlacht fand am 12. August 1759 östlich der Judenberge auf freiem Feld und auf den Laudonsbergen statt. Die Laudonsberge wurden nach Gideon Ernst von Laudon benannt, der als Oberbefehlshaber Friedrich den Großen und seine preußischen Truppen besiegt hatte. Friedrich II. schrieb am Abend des 12. August 1759 nach der verlorenen Schlacht in einer als Abschiedsbrief gedachten Nachricht an Karl Wilhelm von Finckenstein:

« J'ai attaqué ce matin à 11 heures l'ennemi. Nous les avons poussés jusqu'au cimetière des juifs auprès de Francfort. Toutes mes troupes ont donné et ont fait des prodiges, mais ce cimetière nous a fait perdre un prodigieux monde. »

„Ich habe heute morgen 11 Uhr den Feind angegriffen. Wir haben sie bis zum Jüdischen Friedhof bei Frankfurt gedrängt. Alle meine Truppen haben Wunder getan, aber dieser Friedhof hat uns eine ungeheure Anzahl gekostet.“

Einige Grabsteine wiesen Beschädigungen durch Schüsse aus der Schlacht von Kunersdorf auf.
Der Jüdische Friedhof für Frankfurt (Oder) lag seit seiner Entstehung außerhalb der Grenzen der Stadt und gehörte zur Gemarkung Kunersdorf. Erst als Kunersdorf 1942 nach Frankfurt (Oder) eingemeindet wurde, lag der Friedhof auf dem Gebiet der Stadt.

## Geschichte

### Entstehung
Für das 1253 mit dem Stadtrecht ausgestattete Frankfurt (Oder) ist bereits 1294 jüdisches Leben nachweisbar. Laut einer Urkunde vom 30. April 1294 schlichtete der Rat einen Streit zwischen den zehn Juden Mosko, seinem Schwager Jakob, Jakob ben Johannes von Hohenwalde, Samson, Glomeke, David, Jakob ben Hugo, Joseph, Samuel und Habram und dem Schlächtergewerk wegen des Vorgehens beim Schlachten.

“Nos Consules civitatis Frankvordensis recognoscimus universis presentem literam inspecturis, quod quedam dissensio super opus carnificum ex una parte et inter Judeos ex alia parte iam aliquo tempore fuit ventilata, que ad unionem concordie in hunc modum est redacta, quod X videlicet Judei qui habentur in hiis scriptis, scilicet Mosco, Jacobus suus sororius, Jacobus apud Johannem de hoghenwalde, Zamson, Glomeke, Davit, Jacobus apud hughonem, Josep, Samel, Habram, opus carneficum debent sub hac etiam forma exercere, quod unusquisque duo capita die dominica mactare debet, Tercia feria fnum, et similiter dua capita feria quinta. Si vero aliquis Judeorum hanc ordinationem infringere presumpserit, sentencie quam Consules dictaverint debet subiacere. Testes huius rei sunt hii, videlicet Lipholdus, Henricus zulencic, Henneke gallicus, petrus capman, Thidericus marwiz, Paulus, Conradus prezel, Thi. Burz, Thi. Faber, Tho. penesticus, Holtscher, Joh. de Albea. In cuius rei testimonium eisdem dedimus presentem literam nostre civitatis sigillo roboratam. Datum in frankenvord, in vigilia beatorum apostolorum Phy. et jacobi. Anno Domini M°. CC. Non. IIII.”

Aus dem Jahr 1399 stammt der älteste Nachweis für den jüdischen Friedhof. Am 20. Januar 1399 wurde der Stadt Frankfurt (Oder) der Kauf des Dorfes Cunrathsdorff (heute Kunowice) durch den Markgrafen Jobst genehmigt. Aus diesem Anlass bestätigte der Frankfurt Rat im Juli 1399 den Juden ihre Rechte und Pflichten an ihrem Friedhof. Die Urkunde ging verloren, wurde aber durch den Pfarrer und Heimatforscher Christian Wilhelm Spieker in der von ihm herausgegebenen Zeitung Frankfurter Patriotisches Wochenblatt vom 13. Juni 1835 dokumentiert.

„Wir Ratmanne der ſtad frankenvorde Paul quentius, Heinze Jeſu, Hans Belkow, Otto utz dem Gaſthoue, Diterich Mürow, Jacob Meſſow, Hans ſchulte, Arnt Linchöder, Hans Tempil, Hans Bodeker, Peter Dehene, vnd Hans petirſtorp mit ſulwort vnd Rate vnſers gemeynen Rates Bekennen offentlichen mit dieſſem briefe allen den die yn ſehen, horen oder leeſen, daß die Juden yre toden Juden vortmeer vf den Judenberg genſeiſt der kuburg gelegen ſullen begraben vnd vns von der ſtad wegen von ichlicheni toden Juden geben ſechs gute Behemiſche groſſen, vnd ſey bey ſotanen gnaden laſen alß ſie vor bey Hokemannen geweeſt ſeyn, Dorober behalde wir vns allemacht anders voran tzu thun vnd tzu laſenm Mit vrkunde des briefes, vorſegile mit vnſerm angangenden Inſegil der Gegeben iſt nach gotis geburt Neunvundneuntzig Jar darnach yn den Neunvndneuntzigſten Jare, an Sante Preſſi vnd Martiniani tage.“

„Wir Ratsherren der Stadt Frankfurt Paul Quentius, Heinze Jesu, Hans Belkow, Otto aus dem Gasthaus, Diterich Mürow, Jacob Messow, Hans Schulte, Anrt Linchöder, Hans Tempil, Hans Bodecker, Peter Dehene und Hans Petirsdorp mit Vollmacht und Beratung unseres einfachen Rates bekennen öffentlich, daß die Juden ihre toten Juden auch weiterhin auf dem Judenberg, jenseits der Kuhburg gelegen, sollen begraben und uns von der Stadt wegen von jeglichem toten Juden geben sechs gute Böhmische Groschen, und sie bei ihren bestehenden Gnaden(rechten) lassen, als sie vorher bei den Hokemanns gewesen sind, Darüber behalten wir uns alle Macht, anders zu tun und zu lassen, Mit Urkunde des Briefes, versiegelt mit unserem angehangenen Siegel das gegeben ist nach Gottes Geburt Dreizehnhundert Jahr danach und den Neunundneunzigsten Jahr, an Sankt Pressi und Martiniani Tage.“

Demnach gab es bereits vor 1399 einen Judenfriedhof an einer Stelle mit der üblichen Bezeichnung „Judenberg“ hinter dem Wachturm „Kuhburg“ auf einem Grundstück, das von der Familie Hokemann an die Stadt Frankfurt (Oder) verkauft wurde. Da bereits 1294 Juden in Frankfurt nachgewiesen werden können, wird davon ausgegangen, dass der jüdische Friedhof in Frankfurt (Oder) bereits mindestens 100 Jahre vor seiner Ersterwähnung bestanden hat. Damit gehört er zu den ältesten bekannten Begräbnisstätten Mitteleuropas.

### Erster Friedhofsabschnitt 13. Jahrhundert bis 1866
Der erste, bereits vor 1399 angelegte und bis 1866 genutzte Abschnitt war relativ klein und wuchs wegen der mehrmaligen Judenvertreibungen in Frankfurt (Oder) nur relativ langsam. Der Abschnitt war teilweise mit einer maximal 80 cm hohen Mauer umgeben. Auf dem höchstgelegenen Teil, abseits des Gräberfelds, sollen Juden begraben sein, die sich selbst getötet hatten. Da eine Selbsttötung gegen die religiösen Regeln verstieß, wurden ihnen keine Grabsteine gesetzt. Vermutlich hat es, wie auf jüdischen Friedhöfen üblich, eine besondere Abteilung für verstorbene Kinder gegeben. Des gleichen wird es eine besondere Abteilung für unverheiratete junge Frauen gegeben haben. Auf dem ersten Beerdigungsabschnitt bestanden die meisten Grabsteine aus etwa 15 cm dickem Sandstein. Die Inschriften waren oft von Barockornamenten umrahmt.
In einem Bescheid vom 20. Mai 1799 der Stadt Frankfurt (Oder) über eine Gebührenfestsetzung vom 30. April 1799 über 8 Reichstaler an die jüdische Gemeinde werden zwei Grundstückserweiterungen des Jüdischen Friedhofs datiert: 19. September 1704 und 5. Januar 1764.
In der Regierungszeit Friedrich Wilhelm III. ab 1797 wurden Juden in Preußen mehr Rechte gegeben. Juden konnten preußische Staatsbürger werden. Dazu mussten sie sich verpflichten, fest bestimmte Familiennamen zu führen und alle rechtlich bindenden Schriftstücke in einer lebenden Sprache abzufassen. Mit den Bürgerrechten konnten Juden auch Grund und Boden erwerben. Die Synagogengemeinde Frankfurt (Oder) konstituierte sich am 19. Oktober 1853 als öffentlich-rechtliche Vereinigung und beschloss ihr Statut. In diesem Statut ist das Recht jedes Gemeindemitglieds auf eine Grabstelle festgeschrieben.

„Einem jeden Mitgliede der Gemeinde und einem jeden innerhalb des Synagogenbezirks verstorbenen Juden muss eine Grabstelle eingeräumt werden, und zwar gegen ein zur Gemeindekasse zu erlegendes Entgelt, welches jedoch Armutshalber von dem Vorstande erlassen werden kann.“

Am 1. Dezember 1853 bestätigte Staatsminister Eduard von Flottwell das Gemeindestatut. Zu dieser Zeit leben 828 Juden in Frankfurt (Oder). Die letzte Beerdigung auf dem ersten Friedhofsabschnitt war die von Frau Taube Bergau, Ehefrau des Chajjim Bergau am 12. Oktober 1866. Der erste Friedhofsabschnitt wurde nach Herstellung des zweiten Friedhofabschnitts zu 1867 geschlossen.

### Zweiter Friedhofsabschnitt von 1867 bis 1939
Bereits am 16. März 1805 erwarb die jüdische Gemeinde von Frankfurt (Oder) von Bauer Martin Hanschke aus Cunersdorff (Kunersdorf, heute Kunowice) für den erheblichen Betrag von 300 Reichstalern neben dem bestehenden Friedhof gelegenes Ackerland. 1865 wurde der neue Abschnitt für 230 Taler und 5 Silbergroschen eingeebnet. 1866 wurde an der Crossener Chaussee (heute ul. Transportowa) für 1.000 Taler eine 2,5 bis 3 Meter hohe Mauer aus gelbem Klinkermauerwerk auf einem Feldsteinsockel errichtet. 1867 wurden die Arbeiten abgeschlossen. Die Gesamtkosten der Erweiterung hatten 2520 Taler, 11 Silbergroschen und 2 Pfennige betragen. 1868 wurde der neue Abschnitt eröffnet.
In diesem Abschnitt ließ sich deutlich ein Wandel der jüdischen Friedhofskultur erkennen. Es gab Grabsteine ohne jüdische Symbolik oder hebräische Schrift. Als Material für die Grabsteine wurde Marmor, Granit oder Zementguss verwendet. Es gab aufwändige Familiengräber.
Auf dem Abschnitt wurde nach 1868 eine Leichenhalle im neoromanischen Stil mit 66 m² Grundfläche errichtet. Der mit gelben Klinkern verkleidete Bau hatte eine kupfergedeckte Kuppel mit einem Durchmesser von 8,12 m. Später wurde die Kupfereindeckung durch Zink ersetzt. In 13 m Höhe befand sich ein vergoldeter Davidstern. Für die Zufahrt wurde die neue Mauer durchbrochen. Über der Straßengraben der Crossener Chaussee wurde eine gemauerte Brücke gebaut.
Am 23. Oktober 1897 wurde im zweiten Friedhofsabschnitt ein Denkmal für den am 17. Februar 1893 verstorbenen Frankfurter Rabbiner Moses Löwenmeyer eingeweiht. Der Frankfurter Steinmetzmeister Carl Schulz schuf einen 2,75 m hohen Obelisken aus grünem schwedischen Granit, der auf zwei Seiten mit goldenen Inschriften versehen war. Der Text auf der Vorderseite lautete:

„Hier ruht der Prediger und Lehrer Rabbiner Moses Löwenmeyer, geb. zu Graetz 23. Sept. 1823 Chol hammoed Suckoth 5584, gest. zu Frankfurt a. O. 17. Februar 1893, 1. Tag im Adar 6853“

Auf der Rückseite stand auf Deutsch und hebräisch:

„Lehre die Wahrheit war in seinem Munde und Falsch wird nicht gefunden auf seinen Lippen. In Frieden und Redlichkeit wandelte er mit mir, Und Viele brachte er von Sünde zurück. (Maleachi II, 6.)“

### Dritter Friedhofsabschnitt 1940 bis 1945
Der dritte Abschnitt wurde um 1920 als Gartenland erworben und von Otto Billerbeck als Garten gestaltet. Hier wurden schon ab 1940 jüdische Bürger begraben, die sich selbst getötet hatten.
1936 stiftete der Reichsbund Jüdischer Frontsoldaten ein Ehrenmal für die im Ersten Weltkrieg gefallenen 17 jüdischen Soldaten aus Frankfurt (Oder), das auf dem dritten Friedhofsabschnitt errichtet wurde. Das Frankfurter Unternehmen Grabmalkunst und Marmorwerk Paul Radack baute Fundament und Umrandung. Das eigentliche Denkmal schuf das Unternehmen Gersohn aus Berlin-Weißensee. Die Einweihung sollte im Frühjahr 1937 stattfinden. Die nationalsozialistischen Behörden hatten jedoch jüdische Kundgebungen unter freiem Himmel verboten. Darum fand die Einweihung im Sommer 1937 statt. Unter Beobachtung der Gestapo versammelten sich alle Juden aus Frankfurt (Oder) und Umgebung. Die Festrede hielt Rechtsanwalt Alfred Kann aus Landsberg an der Warthe, Vorsitzender der Ortsgruppe Landsberg des Reichsbundes Jüdischer Frontsoldaten und Träger des Eisernen Kreuzes 1. Klasse. Das Denkmal konnten von der Crossener Chaussee aus gut gesehen werden, da der dritte Friedhofsabschnitt mit einem Maschendrahtzaun auf einem niedrigen Betonfundament umzäunt war. Auf der Vorderseite des Denkmals stand:

„1914 ✡ 1918 / Unseren gefallenen Kameraden / Berthold Angerthal / Julius Biram / Bertholt Cohn / Max Cohn / Alfred Fain / Paul Gerber / Walter Heilborn / Arthur Kaiser / Felix Laband / Paul Lewin / Leopold Lüttge / Fritz Meyerheim / Martin Miedzwinski / Arnhold Saling / Max Schlesinger / Georg Schüler / Heinz Wachsmann“

Auf der Rückseite war zu lesen:

„Errichtet vom Reichsbund Jüdischer Frontsoldaten Ortsgruppe Frankfurt a/Oder 1937“

Auf der linken Seite stand auf Hebräisch:

„Die Liebe ist stärker als der Tod“

Auf der rechten Seite stand auf Hebräisch:

„Mögen ihre Seelen eingebunden sein in den Bund des Lebens“

Nachdem der zweite Friedhofsabschnitt vollständig belegt war, wurde ab 1940 der an den zweiten Abschnitt grenzende nördliche Teil des dritten Abschnitts genutzt. Grabsteine konnten wegen der Unterdrückung der Juden durch die Nationalsozialisten in dieser Zeit nicht gesetzt werden.
1942 wiesen die nationalsozialistischen Behörden an, dass alle jüdischen Friedhöfe in Deutschland in die Verwaltung der Reichsvereinigung der Juden in Deutschland mit Sitz in Berlin übergeben werden mussten. Diese musste die Friedhöfe den Gemeinden und Städten, in denen sie lagen, zum Kauf anbieten. Nachdem Kunersdorf im selben Jahr nach Frankfurt (Oder) eingemeindet worden war, wurde der Stadt mit Schreiben vom 29. Dezember 1942 an den Oberbürgermeister Martin Albrecht das Kaufangebot unterbreitet. Die Verhandlungen zogen sich hin, da die Stadt eigentlich keine Verwendung für das Grundstück hatte und es als minderwertig ansah. Am 2. Dezember 1944 wurde der Zwangsverkauf der 20.907 m² abgeschlossen. Die Stadt wollte 10 Pfennig pro Quadratmeter zahlen. Für das Material der Grabsteine wurden 22 Reichsmark pro Tonne angesetzt. Erst Maßnahmen zum Abriss des Friedhofs war die Umsetzung der Wasserbehälter auf den Neuen Friedhof (heute: Frankfurter Hauptfriedhof). Dann rückte die Front des Zweiten Weltkrieges bis an die Oder. Auch zu einer Umschreibung im Grundbuch kam es vor Kriegsende nicht mehr.
Am 15. Februar 1944 fand der einzige britische Luftangriff auf Frankfurt (Oder) statt. Zwei Bomben fielen auf den Jüdischen Friedhof und eine gleich daneben. Die Grabstellen von Dr. Baswitz und seiner Eltern und von Martin Heydemann und seiner Eltern wurden vollständig zerstört und umliegende Gräber in Mitleidenschaft gezogen. Die Nordseite der neuromanischen Leichenhalle im zweiten Abschnitt wurde eingedrückt. Der Halle fehlte bereits die Dachbedeckung, da die Nazis das Zinkblech entfernt hatten. Am Haus des Friedhofswärters Otto Billerbeck wurden sämtliche Türen und Fenster herausgedrückt.
Für den am 11. Dezember 1944 verstorbenen Frankfurter Arzt und Internisten Hermann Marcus fand die letzte offizielle jüdische Bestattung auf dem Jüdischen Friedhof Frankfurt (Oder) statt. Er erhielt auf Betreiben Otto Billerbecks trotz der furchtbaren Lage der Juden in dieser Zeit einen Grabstein.

### Nachkriegszeit
Kurz nach Ende des Zweiten Weltkrieges wurden 1945 nach Kunersdorf zurückgekehrte Deutsche zu einem Arbeitseinsatz auf dem Jüdischen Friedhof verpflichtet. Dabei wurden Teile eines schmiedeeisernen, schmuckvollen Zauns demontiert, um damit ein als sowjetisches Kriegsdenkmal aufgestelltes Sturmgeschütz ISU-122 auf dem Kunersdorfer Dorffriedhof einzuzäunen. Das Sturmgeschütz wurde in den 1990er Jahren durch einen Panzer T-43 ersetzt. Der Zaun ist noch vorhanden.
Noch 1945 wurden die Gebiete östlich der Oder Polen zugeschlagen. Die deutsche Bevölkerung mussten ihre Häuser und Wohnungen verlassen und wurden nach Westen vertrieben. Die den Gebieten östlich der Oder wurden überwiegend Menschen aus dem Westen Polens angesiedelt.
Im Herbst 1945 konnte der frühere Friedhofsgärtner Otto Billerbeck das erste Mal nach der Grenzziehung den Friedhof besuchen. Sein Wohnhaus war zerstört; ansonsten gab es jedoch keine Schäden am Friedhof.
Am Totensonntag 1956 besuchte eine kleine Gruppe aus Frankfurt (Oder) den kommunalen Friedhof und die jüdischen Friedhof in Słubice. Unter den Besuchern war auch Otto Billerbeck, der inzwischen beim städtischen Grünflächenamt von Frankfurt (Oder) angestellt war. Das war bis 1990 das einzige Mal, dass so ein Besuch möglich war. Der Friedhof war schon etwas verwildert, aber intakt. Die polnischen Behörden hatten die Kriegsgräber auf dem Hauptweg zur Leichenhalle mit Namenstafeln versehen.
Im November 1965 besuchte der deutsche Heimatforscher Eckard Reiß aus Frankfurt (Oder) mit seiner Verlobten den Jüdischen Friedhof und machte etliche Fotos. Der Friedhof war fortschreitend verwahrlost. Der Bombenkrater neben der Leichenhalle war noch vorhanden. An den Kriegsgräbern auf dem Hauptweg fehlten jedoch die Namenstafeln.
Otto Billerbeck stellte bei seinen Besuchen ab 1972 Diebstähle von Grabsteinen und Graböffnungen fest. Etwa 1974 wurden die beiden Eingänge zugemauert. Im Herbst 1975 gab es Abbrucharbeiten. Der Grabstein des letzten offiziell auf dem Friedhof begrabenen Juden Dr. Marcus war auf Holzrollen gelegt worden. Ein Teil der Friedhofsmauer war abgetragen worden. Die Grabsteine des ersten Friedhofsabschnitts waren größtenteils in Höhe des Erdreichs abgeschlagen und zertrümmert worden.
1978 wurde auf dem Friedhofsgelände ein Hotelrestaurant eröffnet. Es hieß zunächst „Zajazd Staropolski“, später „Gościnie Staropolski“. Für den Bau wurden umfangreiche Erdarbeiten ausgeführt. Der obere Teil des Hangs wurde mit Gräbern und Gebeinen abgetragen und am unteren Teil des Hangs, teilweise außerhalb des Friedhofs, aufgeschüttet und planiert.
1988 wurde ein großer Teil des verwüsteten Friedhofs im Auftrag der Nissenbaum-Stiftung bis auf eine Zufahrt zum Hotel eingezäunt. Die Stiftung des in Warschau geborenen Shimon Nissenbaum kümmert sich um etwa 200 Jüdische Friedhöfe in Polen.
Im Frühjahr 1999 besuchte eine Gruppe Rabbiner aus den USA und Israel Frankfurt (Oder), um das Grab von Josef Teomim zu suchen. Zu der Gruppe gehörten Rabbi Berel Polatsek und Rabbi Wanchotzker aus den USA und Rabbi Dovid Shmidl von der Asra Kadisha aus Israel. Ihnen war zu der Zeit nicht bekannt, dass sich der Friedhof mittlerweile auf polnischem Territorium befand. Sie machten den Jüdischen Friedhof ausfindig und stellten dessen desolaten Zustand fest. Sie brachten eine Tafel mit der hebräischen Aufschrift „Hier ist verborgen der heilige Rabbiner Verfasser von Pri megadim seine Reinheit soll uns schützen Amen“ an. Die Tafel wurde von Unbekannten aber schon kurze Zeit später wieder entfernt. In der Folge wurde das amerikanische „Komitee zur Restaurierung des jüdischen Friedhofs in Słubice“ unter der Präsidentschaft von Rabbi Berel Polatsek gegründet. Noch im Sommer 1999 wurde von den Städten Słubice und Frankfurt (Oder) anlässlich der 600. Wiederkehr der Ersterwähnung des Jüdischen Friedhofs neben der ehemaligen Leichenhalle ein drei Meter hoher Gedenkstein errichtet. Der Stein wurde am 2. Juli 1999 in Anwesenheit des Landesverbandes der Jüdischen Gemeinden Brandenburg, der 1998 neu entstandenen jüdischen Gemeinde zu Frankfurt (Oder) mit deren erstem Vorsitzenden Mark Perelman, dem Słubicer Bürgermeister Stanisław Ciercierski und dem Frankfurter Sozialdezernenten Martin Patzelt eingeweiht.
1993 und 1999 gab es Medienberichte über Funde von Grabsteinen mit hebräischen Inschriften im Wald bei Słubice, auf dem Gelände eines ehemaligen Fliegerhorstes. Es waren jedoch nicht nur jüdische Grabsteine; etliche stammten vermutlich vom städtischen Friedhof. Drei der Steine wurden 1999 in das nahe gelegene Dorf Urad zur Verwahrung gebracht und 2011 auf den Jüdischen Friedhof überführt. Die Steine trugen folgende Inschriften:

„Dem Gedenken unserer guten Mutter Therese Samuel geb. Levy geb. 27.12.1856 gest. 19.9.1924“

„Julius Biram geb. 4.11.1881 fiel am 5. Juli 1916 = 4. Tammus 5676 bei Gorodyze“

„Hier ruht in Gott mein lieber Mann unser guter Vater Berthold Cohn, geb. 3. März 1876 gest. 4. Okt.1918 als Opfer des Weltkrieges“

Julius Biram und Berthold Cohn waren auch auf dem Ehrenmal für die im Ersten Weltkrieg gefallenen jüdischen Soldaten aufgelistet.
Um 2000 wurden ein Teil des in Besitz der Stadt Słubice befindlichen Jüdischen Friedhofs und das Hotel privatisiert. Die Fläche teilten sich drei Eigentümer. 2001 kam Rabbiner Berel Polatsek zu seinem vierten Besuch nach Słubice. Er wollte mit dem Słubicer Bürgermeister über eine Rückgabe des Jüdischen Friedhofs verhandeln. Das schlug fehl. Als Kompromiss sollte der Platz mit den Grabstätten dreier bedeutender Rabbiner übereignet werden. Das Hotel wurde zu dieser Zeit von einem Nachtklub mit dem Namen „Eden“ genutzt, was bei etlichen Stellen Entsetzen hervorrief. Bei einem Staatsbesuch in den USA wurde der polnischen Ministerpräsidenten Leszek Miller 2002 auf den Skandal angesprochen.
Anfang 2004 kaufte die Stadt Słubice im Auftrag des polnischen Staates den nicht ihrem Besitz befindlichen Teil des Jüdischen Friedhofes für 1 Million Złoty zurück. Am 31. März unterzeichnete der Słubicer Bürgermeister Ryszard Bodziaki die notariell beglaubigte Urkunde, in der das Grundstück des Jüdischen Friedhofs Słubice der jüdischen Gemeinde Szczecin übereignet wurde, die für die jüdische Grundstücksverwaltung in Westpolen zuständig war.
Über mehrere Jahre hinweg wurde der ehemalige Standort der drei Gräber der Rabbiner Zacharja Mendel von Podheiz, Josef Teomim und Jehuda Lejb Margaliot gesucht. Am 28. April 2004 wurden durch den ungarischen Steinmetzmeister Miklos Horvath aus Nyiregyháza drei neu angefertigte Steine aufgestellt. Den Auftrag hatte das New Yorker Komitee zur Restaurierung des jüdischen Friedhofs Słubice erteilt. Die Gesamtkosten lagen bei 20.000 Dollar. Die unter Aufsicht von Rabbiner Dovid Shmidl durchgeführten Erdarbeiten gestalteten sich schwierig, das der 1975 aufgeschüttete Boden nachrutschte. Am 1. Mai 2004 waren die Arbeiten abgeschlossen. Die drei Gräber wurden zum Schutz vor Vandalismus und Schändung mit einem 2,50 m hohen Maschendrahtzaun mit Stacheldrahtkrone umgeben. Am 4. Mai 2004 wurde die Gedenkstätte eingeweiht. Anwesend waren Konsul Gerald C. Anderson von der Amerikanischen Botschaft in Warschau, Marek Lewandowski als Vertreter des Woiwoden des Lebuser Landes, der Słubicer Bürgermeister Ryszard Bodziacke und die Frankfurter Bürgermeisterin Katja Wolle.
2007 ging der Jüdische Friedhof Słubice in das Eigentum der Stiftung zum Schutz des jüdischen Erbes (polnisch Fundacja Ochrony Dziedzictwa Żydowskiego) über. Im Mai 2007 wurde unter Aufsicht der Rabbiner Moische Akerman und Chizkiya Kalmanowitz von der Asra Kadisha an fünf Stellen Suchgrabungen begonnen, um die Friedhofsgrenze des ersten Beerdigungsabschnittes festzustellen. Dabei wurde klar, dass die drei Rabbiner-Gräber nicht an der richtigen Stelle standen. Außerdem wurde festgestellt, dass alle bewegte Erde mit sterblichen Überresten durchsetzt war. Das war das Ergebnis der Tiefbauarbeiten für den Hotelbau 1975. Der betroffene Boden wurde zu Friedhofserde erklärt und an die ursprüngliche Stelle gebracht, wo ein Gemeinschaftsgrab angelegt wurde.
2007 wurde vom Jüdischen Museum Frankfurt am Main das hebräische Friedhofsregister und eine deutsche Übersetzung zur Verfügung gestellt.
2008 wurde das gesamte südöstliche Friedhofsmauerfundament freigelegt. Das Fundament der Mauer ruht auf Feldsteinen. Darüber fanden sich bis zu elf Schichten Ziegelsteine, die eine 1,50 hohe Mauer bildeten. Es wurden keine Reste einer Mauer zwischen dem ersten und zweiten Friedhofsabschnittes gefunden. Ein gefundener Mauerdurchbruch wurde einer Kabeltrasse mit vier Kanälen zugeordnet. Bei der Herstellung der Kabeltrasse wurden alle Familiengrabstellen des zweiten Bereichs an der ehemaligen Mauer zerstört.

## Belegung
Ab Mitte der 1670er Jahre ist eine intensive Nutzung des Friedhofs durch ein in hebräischer Sprache abgefasstes Friedhofsregister belegt. Das Register trägt den Titel „Verzeichnis der auf dem Jüdischen Friedhof in Frankfurt/Oder beerdigten Personen 1690–1864.“ Abweichend von den Jahreszahlen im Titel sind etwa 2.000 Gräber von 1677 bis 1866 erfasst. Der erste Eintrag vom 19. November 1677 nennt eine Frau Zirel, Tochter des wohlgelehrten Gerson KaZ.
Das handschriftlich angelegte Register weist zwei unterschiedliche Handschriften auf. Alle Einträge bis etwa 1850 wurden flüssig geschrieben. Es wird davon ausgegangen, dass diese Person die vorhandenen Gräber um 1850 registriert hat. Die folgenden Einträge erfolgten in einer unbeholfeneren Handschrift. Diese zweite Person hat wohl das Register bis in die 1860er Jahre ergänzt.
1937 hielt sich der Breslauer Rabbiner Bernhard Brilling zu Forschungszwecken in Frankfurt (Oder) auf. Ihm übergab der Vorsitzende der Synagogengemeinde Herr Max(?) Struck das hebräische Friedhofsregister. Von Breslau aus schickte Bernhard Brilling die Handschrift an das Gesamtarchiv der deutschen Juden in Berlin. Das Register wurde 1940 auf Anweisung der nationalsozialistischen Behörden vom Leiter des Gesamtarchivs der deutschen Juden Jacob Jacobson ins Deutsche übersetzt. Die nicht deckungsgleiche Übersetzung trägt den Titel Friedhofsregister der Jüdischen Gemeinde Frankfurt a. d. Oder. Im Vorwort zum Friedhofsregister der Jüdischen Gemeinde Frankfurt a. d. Oder verweist Jacob Jacobson darauf, dass die Namen vieler Verstorbener auf eine Herkunft aus Berlin, Frankfurt (Oder) und Dörfern und kleineren Städten aus der Umgebung hinweisen. Es gab aber auch viele Herkunftshinweise aus weiter entfernten Gebieten. Manche Namen verwiesen auf Frankfurt (Oder) als nicht unbedeutenden Standort für hebräischen Buchdruck und Buchhandel. Jacobson weist des Weiteren darauf hin, dass nicht alle Verstorbenen des betreffenden Zeitraums im Register verzeichnet sind. Er geht davon aus, dass die entsprechenden Personen auf Grund ihrer Armut nur Holzdenkmäler erhalten hätten, die bei Anlage des Friedhofsregisters bereits verwittert gewesen sein. Auffallend sei die hohe Anzahl von Kindergräbern gewesen. Der Leiter des Gesamtarchivs der deutschen Juden Jacob Jacobson hatte eine Fotokopie des Registers anfertigen lassen, die er mit sich nahm, als er im Mai 1943 in das Ghetto Theresienstadt deportiert wurde. Nach der Befreiung Theresienstadts im Mai 1945 emigrierte Jacob Jacobson nach England. 1960 konnte Bernhard Billing in Münster eine Kopie der Fotokopie anfertigen, die letztlich im Jüdischen Museum Frankfurt am Main verwahrt wurde. Die hebräische und deutsche Version wurden 2007 durch Recherchen des Frankfurter Heimatforschers Eckard Reiß wiedergefunden.
Der Schulleiter und Lehrer der Frankfurter israelitischen Elementarschule Louis Weyl beschrieb 1862 in einem Zeitungsartikel zwei teilweise schon unleserliche Grabsteine aus den Jahren 1693 und 1702. Sie gehörten zu den Grabstätten des Rabbiners Aron Levi Heller (gest. 1693), seiner Ehefrau Mirls oder Mirels Heller (gest. 1693), ihrem Sohn Rabbiner Moses Levi Heller (gest. 1702) und dessen Ehefrau Nissel Heller (gest. 1702). Diese Einträge sind auch im Friedhofsregister in einem Nachtrag enthalten, jedoch ohne Jahreszahlen.
1941 wurden auf dem Friedhof 110 junge Juden beerdigt. Die Toten kamen alle aus einem Arbeitslager des Märkischen Elektrizitätswerks in Finkenheerd und stammten fast ausnahmslos aus Lodz. Die Leichen waren durch Unterernährung gezeichnet und wiesen Misshandlungsspuren auf.
Nach Ende des Zweiten Weltkriegs im Mai 1945 wurden von Mai bis September mindestens 82 in der Umgebung gefundene, zumeist namentlich bekannte deutsche Kriegsopfer direkt auf dem Hauptweg zur Leichenhalle beerdigt (51 Wehrmacht, 14 Volkssturm, 3 Reichsarbeitsdienst, 4 Zivilisten, 10 unbekannt).

## Die Friedhofsverwalterfamilie Billerbeck
1870 wurde der nichtjüdische Friedhofsgärtner Heinrich Billerbeck als erster Friedhofsaufseher mit einem Jahresgehalt von 150 Mark von der jüdischen Gemeinde Frankfurt (Oder) eingestellt.
Nach seinem Tod 1900 übernahm dessen Sohn Robert Billerbeck mit einem Jahresgehalt von 200 Mark das Amt. Er bewohnte ein Haus auf dem Friedhof, dass um 1880 errichtet worden sein soll. Das Haus soll an Stelle eines Vorgängerbaus errichtet worden sein. Dafür gibt es keine schriftlichen Quellen, aber auf Karten vor 1880 ist ein Gebäude an dieser Stellen angegeben. Es wird vermutet, dass es sich um ein Taharahaus für die rituellen Leichenwaschungen gehandelt hat, das durch den Bau der neuen Leichenhalle überflüssig geworden war.
Am 1. April 1919 übernahm Robert Billerbecks Sohn Otto Billerbeck im Alter von 23 Jahren die Stelle, der bei seinem Vater in die Lehre gegangen war. Er musste am 27. Mai 1941 auf Druck der nationalsozialistischen Behörden von der jüdischen Gemeinde entlassen werden. Die Nationalsozialisten steckten ihn in das Arbeitslager Falkenhagen, aus dem er wegen Krankheit bald wieder entlassen wurde. Trotz Verbots durch die Gestapo kümmerte er sich weiter um den Friedhof und die Beerdigungen. Sie Synagogengemeinde sorgte sich trotz ihrer furchtbaren Lage um ihren früheren Angestellten und verkaufte ihm am 26. November 1942 das Wohnhaus und 700 m² Boden. Die Grundstücksfläche wurde während des Zwangsverkaufs des Friedhofs an die Stadt Frankfurt (Oder) am 29. Juni 1944 auf 770 m² angepasst.